# ジョセフ・フォン・ハンマー・プルグスタル
ジョセフ・フォン・ハンマー・プルグスタル (ドイツ語: Joseph von Hammer-Purgstall,1774年 - 1856年)は、オーストリア出身の歴史研究者。

## 生涯

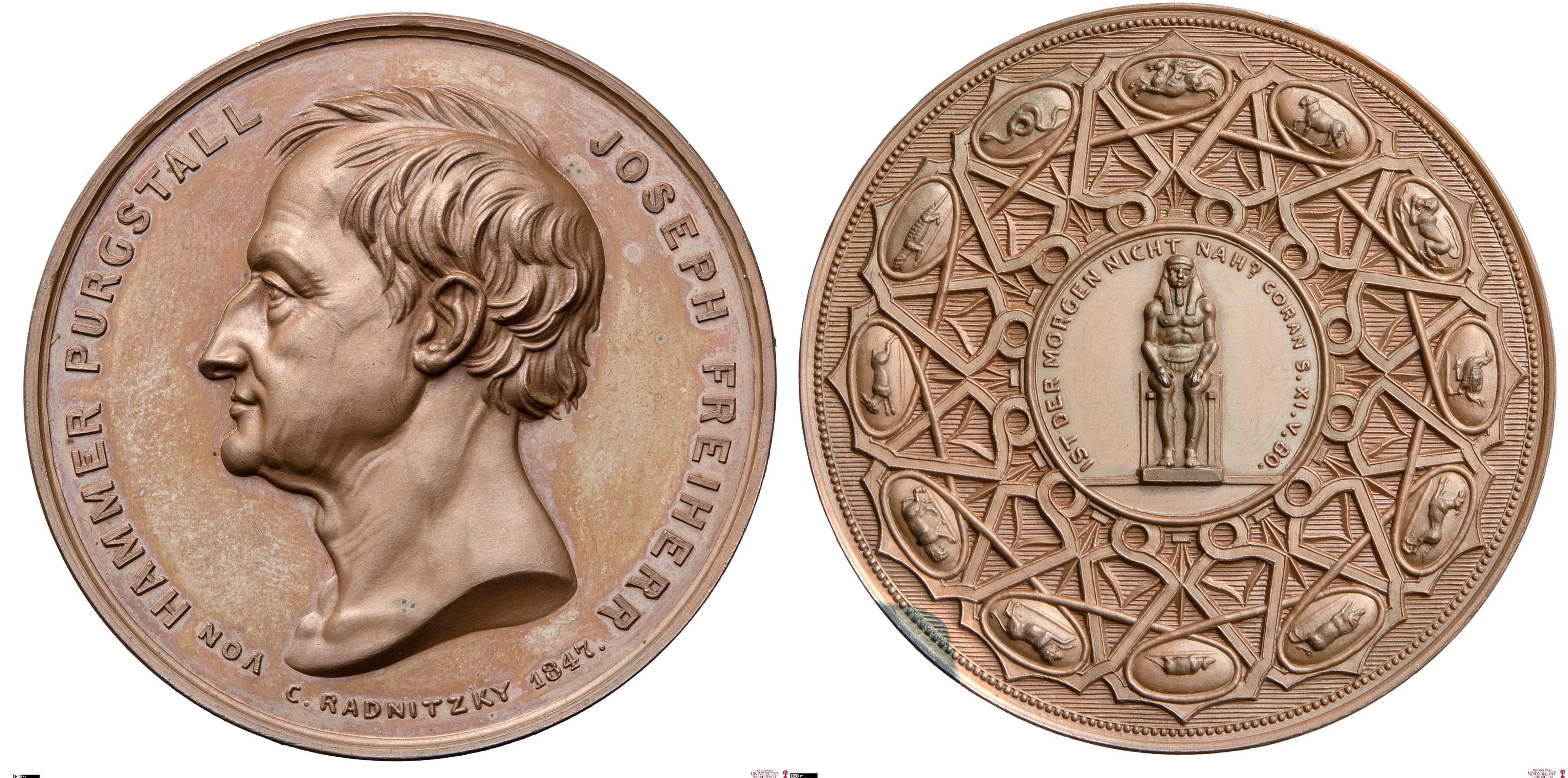
ジョセフ・フォン・ハマー＝プルグストールの勲章（1847）

ハンマー・プルグスタルはシュタイアーマルク州グラーツ（現オーストリア）で生まれた。主にウィーンで教育を受け、1796年に外交官となり、1799年にはイスタンブールのオーストリア大使館に任命された。この時期、シドニー・スミス提督とジョン・ヘリー＝ハッチンソン将軍の下で第一共和政期のフランス軍との戦いに加わった。1807年にオーストリアに帰国すると枢密院に所属し、1824年には騎士（シュヴァリエ）の称号を与えられた。
ハンマー・プルグスタルは50年に渡る研究者生活の中で多様なテーマに取り組み、アラビア語、ペルシャ語、トルコ語の様々な校訂本や訳注を出版した。特に、ハーフェズの詩集を初めて西欧で完訳したことなどが知られているが、膨大な著作量故に個別の専門家による批判も多い。
1847年には友人のルートヴィヒ・アウグスト・フォン・フランクルのよりメダルを授与された。裏面には彼の著作のいくつかが描かれている。その後、1856年11月23日にウィーンで死去した。

## 著作
- "Ancient Alphabets & Hieroglyphic Characters Explained" (1806)
- Geschichte der schönen Redekünste Persiens mit einer Blüthenlese aus zweyhundert persischen Dichtern (Vienna, 1818)
- Morgenländisches Kleeblatt (Vienna, 1819)
- Constantinopolis und der Bosporos (1822)
- Sur les origines russes (St Petersburg, 1825)
- an English language translation (1834) of the first two volumes of Evliya Celebi's travelogue Seyahatname
- The History of the Assassins trans. O. C. Wood (London, 1835), an English language translation of Die Geschichte der Assassinen aus morgenländischen Quellen (Stuttgart und Tübingen, 1818)
- Geschichte der osmanischen Dichtkunst (1836)
- Geschichte der Goldenen Horde in Kiptschak (1840)
- Geschichte der Chane der Krim (1856)
- an unfinished Litteraturgeschichte der Araber (1850–1856)
- a four-volume biography of Melchior Cardinal Khlesl titled Khlesls, des Cardinals Leben. Mit der Sammlung von Khlesls Briefen und anderen Urkunden (4 vols., 1847–1851).